# Ivan Obliakov
Ivan Sergueïevitch Obliakov (en russe : Иван Сергеевич Обляков) est un footballeur international russe né le 5 juillet 1998 à Vyndine Ostrov, dans l'oblast de Léningrad. Il évolue au poste de milieu de terrain au CSKA Moscou.

## Biographie

### Jeunesse et formation
Né dans le village de Vyndine Ostrov à proximité de Volkhov, dans l'oblast de Léningrad, Obliakov y habite jusqu'à ses dix ans, découvrant le football avec l'équipe locale Fortuna créée par son père. Il rejoint en 2008 l'école de football du Zénith Saint-Pétersbourg et s'y démarque rapidement, représentant notamment la ville de Saint-Pétersbourg lors du Mémorial Granatkine (en), une compétition internationale pour jeunes joueurs, en 2016 où il inscrit six buts et remporte le titre de meilleur joueur du tournoi. Il s'entraîne par la suite avec le club du Dinamo Saint-Pétersbourg ainsi que l'équipe réserve du Zénith.
Contacté par le CSKA et le Lokomotiv Moscou, Obliakov choisit d'attendre une offre du Zénith dans l'espoir d'en intégrer l'équipe première. Celle-ci ne vient cependant pas et il décide finalement de rejoindre le FK Oufa au mois de juin 2016.

### Carrière de joueur
Rapidement aligné en tant que titulaire par l'entraîneur Viktor Goncharenko, Obliakov dispute vingt matchs de championnat pour sa première saison professionnelle, inscrivant son premier but lors de la vingt-deuxième journée face au Spartak Moscou. Il dispute également la fin de la demi-finale de Coupe de Russie perdue face au Lokomotiv Moscou. Il dispute le même nombre de matchs la saison suivante, prenant ainsi part aux bonnes performances d'Oufa en championnat, qui termine sixième sous les ordres de Sergueï Semak.
Obliakov découvre ainsi la coupe d'Europe pour la première fois lors de la saison 2018-2019 en prenant part aux qualifications de la Ligue Europa. Il participe aux six rencontres jouées par son club, inscrivant notamment un but lors du match aller de la confrontation face au club luxembourgeois du Progrès Niederkorn, mais ne peut empêcher l'élimination du club en barrage face aux Glasgow Rangers. Au lendemain de l'élimination, il s'engage officiellement avec le CSKA Moscou le 31 août 2018 dans le cadre d'un contrat de cinq saisons.

### Carrière internationale
Obliakov évolue avec les équipes de jeunes de la sélection russe depuis 2016, ayant disputé huit matchs avec moins de 18 ans puis quatre avec les moins de 19 ans, prenant notamment part aux trois matchs éliminatoires de l'Euro des moins de 19 ans 2017. Il intègre l'équipe des espoirs en mars 2017 sous les ordres d'Ievgueni Bushmanov et prend part à la fin de la campagne de qualification à l'Euro espoirs 2019, inscrivant deux buts et délivrant neuf passes décisives en huit matchs.
Il est appelé pour la première fois en sélection A par Stanislav Tchertchessov en mai 2019 dans le cadre des deux matchs de qualification à l'Euro 2020 contre Saint-Marin et Chypre. Il doit cependant attendre le 12 novembre 2020 pour faire ses débuts avec l'équipe nationale à l'occasion d'un match amical face à la Moldavie.

## Statistiques
| Saison                | Club                  | Championnat           | Championnat | Championnat | Coupe(s) nationale(s) | Coupe(s) nationale(s) | Compétition(s) continentale(s) | Compétition(s) continentale(s) | Compétition(s) continentale(s) | Total | Total |
| Saison                | Club                  | Division              | M.          | B.          | M.                    | B.                    | Comp.                          | M.                             | B.                             | M.    | B.    |
| 2016-2017             | FK Oufa               | D1                    | 20          | 1           | 2                     | 0                     | -                              | -                              | -                              | 22    | 1     |
| 2017-2018             | FK Oufa               | D1                    | 20          | 2           | 1                     | 0                     | -                              | -                              | -                              | 21    | 2     |
| 2018-2019             | FK Oufa               | D1                    | 5           | 0           | -                     | -                     | C3                             | 6                              | 1                              | 11    | 1     |
| Sous-total            | Sous-total            | Sous-total            | 45          | 3           | 3                     | 0                     | -                              | 6                              | 1                              | 54    | 4     |
| 2018-2019             | CSKA Moscou           | D1                    | 23          | 3           | -                     | -                     | C1                             | 6                              | 0                              | 29    | 3     |
| 2019-2020             | CSKA Moscou           | D1                    | 28          | 4           | 3                     | 0                     | C3                             | 6                              | 0                              | 37    | 4     |
| 2020-2021             | CSKA Moscou           | D1                    | 27          | 1           | 3                     | 0                     | C3                             | 6                              | 0                              | 36    | 1     |
| 2021-2022             | CSKA Moscou           | D1                    | 29          | 1           | 3                     | 0                     | -                              | -                              | -                              | 32    | 1     |
| 2022-2023             | CSKA Moscou           | D1                    | 16          | 2           | 6                     | 0                     | -                              | -                              | -                              | 22    | 2     |
| Sous-total            | Sous-total            | Sous-total            | 123         | 11          | 15                    | 0                     | -                              | 18                             | 0                              | 156   | 11    |
| Total sur la carrière | Total sur la carrière | Total sur la carrière | 168         | 14          | 18                    | 0                     | -                              | 24                             | 1                              | 210   | 15    |